# Bastard Film
Bastard Film A/S var et produktionsselskab, der primært producerede dokumentarudsendelser. Det blev stiftet i sommeren 2000 af journalisterne Søren Steen Jespersen, Thomas Stokholm Vorf og Miki Mistrati.
Bastard Film stod blandt andet bag filmen Blekingegadebanden, der er baseret på Peter Øvig Knudsens bøger om Blekingegadebanden.
De stod også bag filmen 69 - Ungeren indefra, der vandt flere priser i 2008.
Projektet med filmen om Blekingegadebanden endte som en økonomisk fiasko for selskabet med et tab på 3 millioner kroner. Som en konsekvens af den dårlige økonomi i selskabet, blev aktiviteterne i Bastard Film i 2009 købt af produktionsselskabet Monday Media ApS. Nogle af Bastard Films projekter, blandt andet produktionen af programmet Operation X til TV2, fortsatte i selskabet Monday Reporter ApS.